# Île Uliaga
L'île Uliaga (en russe : Уляга) est une île du groupe des îles des Quatre-Montagnes en Alaska (États-Unis).